# وريدة (حمص)
وريدة قرية في ناحية عين النسر التابعة لمنطقة حمص في محافظة حمص في سورية.

## الموقع الجغرافي
قرية تقع في الريف الشرقي لمدينة حمص السورية.
وتبعد عن مركز مدينة حمص حوالي 20 كم

## السكان
يبلغ عدد سكانها حوالي 2000 نسمة حسب احصاء عام 2004 يتوزعون بين مقيم أو مغترب، جميعهم من طائفة الروم الأرثوذكس.
بعض المغتربين مقيمين في البرازيل والولايات المتحدة من بدايات القرن الماضي.
- العائلات: عاشور، حنوش, سليمان، درويش, العاشور، عبود, ديوب، إبراهيم, الخوري.

## المعالم
كنيسة مار جاوارجيوس

## الاقتصاد والزراعة
يعمل معظم الأهالي بالوظائف الحكومية والزراعة .
الزراعات الناجحة فيها:
- الأشجار المثمرة :

اللوز والزيتون والعنب
- المحاصيل الموسمية :

القمح والشعير والبطيخ والملفوف والبندورة والخيار والباذنجان.

## التعليم
المستوى الثقافي والعلمي في القرية جيد
ويتكلم اهالي القرية اللغة العربية إضافة إلى لغات اتقنوها في المراحل الدراسية مثل اللغة الإنكليزية والفرنسية
يوجد في القرية دار رياض الأطفال ومدرسة ابتدائية ومدرسة إعدادية ومدرسة ثانوية

## الخدمات
ويتوفر في القرية جميع الخدمات من كهرباء وماء وهاتف واتصالات نقالة وإنترنت .